# Jhanda
Jhanda fou un estat tributari protegit de l'Índia britànica, un jagir a la Província de la Frontera del Nord-oest, actualment al Pakistan, governat per un jagirdar de la tribu paixtu dels Yusafzai. Els darrers jagirdars foren Abdul Qadir Khan, Dilawar Khan i Rahim Khan (aquest darrer mort el 1997).